# Rørvig
Rørvig ist ein Ferienhaus- und Hafenort in Nordwestseeland mit 1059 Einwohnern (Stand 1. Januar 2023). Rørvig liegt am nördlichen Teil des Isefjords sechs Kilometer östlich von Nykøbing Sjælland und 40 Kilometer nördlich von Holbæk. Der Ort liegt in der Odsherred Kommune und gehört zum Kirchspiel Rørvig Sogn.

## Geschichte
In der Zeit um 1900 wurde das von der Fischerei geprägte Rørvig zu einem bekannteren Ausflugs- und Ferienort, wobei zunächst vor allem Künstler aus Kopenhagen den Ort besuchten. Später folgte die gehobene Bürgerschaft der dänischen Hauptstadt. Im Umfeld Rørvigs, bei Korshage und Skansehage, entstanden erste Ferienhäuser. Von den 1950er bis in die 1980er Jahre wurden die Ferienhaussiedlungen dann stark ausgebaut, so dass sie heute in weiten Teilen prägend für die Landschaft und Umgebung Rørvigs sind.

## Hafen
Der Hafen von Rørvig ist überwiegend ein Freizeit- und Fischereihafen, es gibt jedoch auch eine Fährverbindung der Firma Hundested-Rørvig Færgefart nach Hundested sieben Kilometer östlich. Gerade in den Sommermonaten ist der Hafen ein Touristentreffpunkt. Bei Kindern beliebt ist das Krebsfischen von der Mole aus mithilfe von Fischabfällen und Keschern.

## Bauwerke

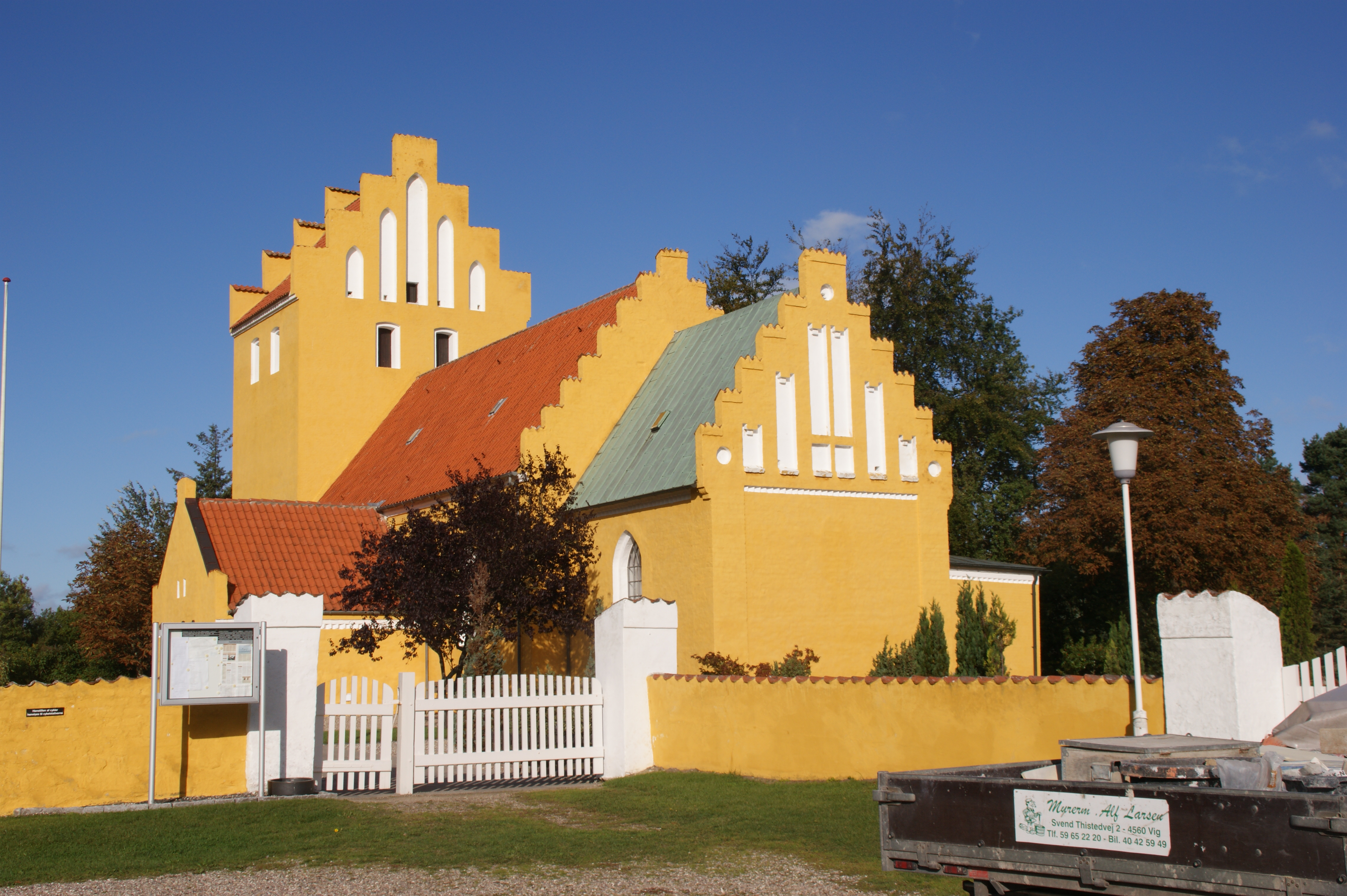
Kirche von Rørvig

Ältere Häuser von Schifferfamilien und Bauernhäuser sind im Bereich um den Marktplatz der Stadt erhalten. Die Kirche von Rørvig (Rørvig Kirke) liegt außerhalb des Ortes. Südlich des Orts steht eine restaurierte Windmühle. Am Hafen befindet sich der aus dem 17. Jahrhundert stammende denkmalgeschützte Lotzenzunftmeisterhof, der heute als Hotel und Restaurant genutzt wird. Etwa einen Kilometer nördlich von Rørvig befindet sich der Geographische Mittelpunkt Dänemarks. Am Løkkemosevej gelegen ist er mit einem großen Stein gekennzeichnet.
In Rørvig besteht mit der Rørvig Bryghus eine Brauerei.

## Persönlichkeiten
Der dänische Architekt Tage Olivarius (1847–1905), der Maler Hans Henrik Schou (1884–1949) und die dänische Badmintonspielerin Kirsten Thorndahl (1928–2007) verstarben in Rørvig.